# Schefflera glabrescens
Schefflera glabrescens là một loài thực vật có hoa trong Họ Cuồng cuồng. Loài này được (C.J.Tseng & G.Hoo) Frodin miêu tả khoa học đầu tiên năm 2003 publ. 2004.